# Herbert Huber
Herbert Franz Josef Huber (1 de janeiro de 1931 — 1 de outubro de 2005) foi um professor universitário de botânico e taxonomista, que se distinguiu no estudo da sistemática das angiospérmicas.

## Biografia
Foi filho de um professor de biologia da Faculdade de Teologia Filosófica de Dillingen, cidade onde cresceu. Estudou em Munique sob a orientação de Hermann Merxmüller, onde se formou em 1958 com uma uma tese sobre o género Ceropegia. Terminada a graduação, assumiu o cargo de curador no Jardim Botânico da Universidade de Würzburg, cargo que deixou para assumir as funções de professor de botânica na Universidade de Mérida, em Mérida, Venezuela. Ao regressar à Alemanha, foi nomeado director do Herbário de Hamburg, antes de assumir o cargo de professor de botânica na Universidade de Kaiserslautern, que exerceu até à aposentação.
Herbert Huber foi um dos primeiros cientistas a desafiar a divisão tradicional das angiospermas em monocotiledóneas e dicotiledóneas, estabelecida com base na morfologia vegetal. Foi também um dos primeiros taxonomistas a sugerir que a vasta família Liliaceae fosse dividida em unidades familiares menores. As suas contribuições não alcançaram um grande público fora de seu próprio país, pois escreveu principalmente em alemão e publicou no periódico Mitteilungen der Botanischen Staatssammlung München, uma publicação do Herbário de Munique (Botanische Staatssammlung München).
Foi em Munique que foi escrito o seu artigo mais influente, intitulado Die Samenmerkmale und Verwandtschaftsverhältnisse der Liliiflorae (1969), um estudo detalhado das sementes das Liliiflorae e, em particular, das Liliaceae, na qual ele propôs dividir a família em dois agrupamentos taxonómicos, as Liliiflorae 'Asparagoide' e asLilliiflorae 'Colchicoide'. A concepção mais restrita de família introduzida por Huber foi um importante trampolim para a estrutura familiar produzida mais tarde pelo Angiosperm Phylogeny Group. Quando Rolf Dahlgren e Trevor Clifford publicaram o seu estudo das famílias das monocotiledôneas (em 1985), desenvolveram e popularizaram o conceito de Huber, dando origem à formação de uma nova ordem, as Asparagales. Outro trabalho importante trata do clado Rosiflorae (sensu Dahlgren), a classificação das dicotiledóneas e a anatomia da semente.
Aquando do seu falecimento, em 2005, era professor emérito na Universidade de Kaiserslautern, Alemanha. Ficou particularmente conhecido pelas suas contribuições para a classificação das angiospermas. O género Hubera (agora Huberantha) foi assim designado em sua honra.

## Obras publicadas
Entre muitas outras, é autor das seguintes publicações:
- Huber, H. (1955) Ceropegia humbertii  Mitt. Bot. Staatssamml. Munchen, Heft 12: 72.
- Huber, H. (1985) Annonaceae, pp. 1–75. In: Dassanayake, M.D. & Fosberg, F.R. (eds.), A revised handbook to the flora of Ceylon, 5. Amerind Publishing Co., New Delhi, 476 pp
- Huber, H (1969). «Die Samenmerkmale und Verwandtschaftsverhältnisse der Liliiflorae». Mitt. Bot. Staatssamml.[Mitteilungen der Botanischen Staatssammlung München]. 8: 219–538. Consultado em 10 fevereiro 2015
- Huber, H. (1977). «The treatment of monocotyledons in an evolutionary system of classification». In:  Kubitzki, Klaus. Flowering plants: Evolution and classification of higher categories. Symposium, Hamburg, September 8–12, 1976. Col: Plant Systematics and Evolution. Supplementum 1. Wien: Springer. pp. 285–298. ISBN 978-3-211-81434-5. doi:10.1007/978-3-7091-7076-2_18
- Kubitzki, Klaus; Huber, Herbert, eds. (1998). The families and genera of vascular plants. Vol.3. Berlin, Germany: Springer-Verlag. ISBN 978-3-540-64060-8. Consultado em 14 Janeiro 2014